# Martín Peula
Martín Peula (n. Las Piedras, Uruguay; 18 de julio de 1983) es un futbolista uruguayo. Juega de delantero y su actual equipo es el  San Francisco F.C.

## Clubes
| Club                      | País    | Año         |
| ------------------------- | ------- | ----------- |
| Juventud Las Piedras      | Uruguay | 2002 - 2006 |
| Rampla Juniors            | Uruguay | 2007 - 2008 |
| Universidad César Vallejo | Perú    | 2008        |
| Rampla Juniors            | Uruguay | 2009        |
| Juventud Las Piedras      | Uruguay | 2010-       |
| San Francisco F.C.        | Panamá  | 2012        |